# Cuno-Streiks
Als Cuno-Streiks bezeichnet man eine Streikwelle, die sich im August 1923 gegen die Regierung des Reichskanzlers Wilhelm Cuno richtete. Die Ausstände trugen tatsächlich zum Rücktritt der Regierung bei, gleichzeitig verstärkten sie im kommunistischen Lager die vergebliche Hoffnung auf eine bevorstehende Revolution.

## Geschichte
Die Regierung Cuno hatte im Januar 1923 nach der Besetzung des Ruhrgebiets durch belgische und französische Truppen zum passiven Widerstand aufgerufen, der die Inflation maßgeblich beschleunigte. Erhebliche Teile der Arbeiterbewegung wandten sich gegen die Regierung und die französischen Besatzer gleichermaßen. Ihr Motto war: „Schlagt Cuno und Poincaré an der Ruhr und an der Spree!“ 
Auslöser für die Streikbewegung war ein Arbeitskampf im Berliner Druckgewerbe. Davon betroffen war auf Betreiben der KPD auch die Reichsdruckerei. Damit war die Notenpresse des Reiches stillgelegt und es machte sich schon bald ein Mangel an Papiergeld bemerkbar. Dem Streik schlossen sich auch die Arbeiter der Elektrizitätswerke, Bauarbeiter und die Beschäftigten der Berliner Verkehrsbetriebe an. Zwar gelang es Otto Wels einen Generalstreik zunächst zu verhindern. Die Niederlage in den Gewerkschaftsgremien des ADGB wollte die KPD jedoch nicht hinnehmen. Sie rief am 11. August 1923 eine Vollversammlung der revolutionären Betriebsräte von Großberlin ein. Diese rief zum Generalstreik bis zum Sturz der Regierung Cuno auf. Allerdings konnte dieser Aufruf wegen des Verbots der Roten Fahne nicht weit verbreitet werden. 
Gleichwohl breiteten sich die Streiks in Berlin weiter aus und griffen auch auf andere Städte und Regionen über. Betroffen war Hamburg, die Lausitz, die Provinz Sachsen sowie die Freistaaten Sachsen und Thüringen. Im Ruhrgebiet kam es zu keinen Streiks. Stattdessen wurde Passiver Widerstand geübt. Von kommunistisch gesinnten Arbeitern wurden Fabriken besetzt und Betriebsleitungen verjagt.
Die Streiks hielten nur kurz an, waren aber insofern ein Erfolg, weil Cuno am 12. August 1923 zurücktrat. Dahinter stand allerdings auch eine politische Entwicklung. Bereits am 10. August hatte die KPD im Reichstag einen Misstrauensantrag gegen die Regierung Cuno eingebracht. Die SPD getrieben auch von ihrer Basis, die teilweise die Cuno-Streiks unterstützte, sah keine andere politische Alternative als die Bildung einer großen Koalition, um eine bürgerkriegsähnliche Situation und eine mögliche Revolution abzuwenden. Gegen Teile der Linken um Paul Levi plädierte insbesondere Rudolf Hilferding für einen solchen Weg und drängte Gustav Stresemann dazu die Regierungsverantwortung zu übernehmen. 
Nach dem Rücktritt der Regierung Cuno wurde die Arbeit in den nächsten Tagen wieder aufgenommen. Der KPD war es nicht gelungen die soziale Krise in den Beginn eines revolutionären Umbruchs zu verwandeln. Stattdessen war es zu einer Lösung im Rahmen des parlamentarischen Systems gekommen. Allerdings haben die Cuno-Streiks beim Exekutivkomitee der Komintern Hoffnungen auf eine Revolution in Deutschland genährt. Deren Folge war, dass mit dem sogenannten Deutschen Oktober ein Umsturzversuch gewagt werden sollte.